# Axim x50
La familia Dell Axim X50 está compuesta tres modelos de PDA: gama alta, media y baja que actualmente están en discontinuidad, y tienen las siguientes características:

## x50v-624
- Procesador: Intel XScale PXA270 a 624 MHz
- Pantalla: LCD táctil TFT de 3.7 pulgadas VGA (480 x 640) a 65.536 colores.
- Acelerador: Intel 2700G multimedia con memoria de vídeo de 16 MB.
- Conectividad: Wi-Fi Bluetooth e IrDA.
- Memoria: ROM 128 MB, RAM (SDRAM) 64 MB.
- Ranuras: CompactFlash tipo II y SD/MMC.
- Windows Mobile 2003 Second Edition con Windows Media Player 10 Mobile, actualizable a Windows Mobile 5.0

## x50-520
- Procesador: Intel XScale PXA270 a 520 MHz
- Pantalla: LCD táctil TFT de 3.5 pulgadas QVGA (240 x 320) a 65.536 colores.
- Conectividad: Wi-Fi Bluetooth e IrDA.
- Memoria: ROM 128 MB, RAM (SDRAM) 64 MB.
- Ranuras: CompactFlash tipo II y SD/MMC.
- Windows Mobile 2003 Second Edition con Windows Media Player 10 Mobile, actualizable a Windows Mobile 5.0

## x50-416
- Procesador: Intel XScale PXA270 a 416 MHz
- Pantalla: LCD táctil TFT de 3.5 pulgadas QVGA (240 x 320) a 65.536 colores.
- Conectividad: Bluetooth e IrDA.
- Memoria: ROM 64 MB, RAM (SDRAM) 64 MB.
- Ranuras: CompactFlash tipo II y SD/MMC.
- Windows Mobile 2003 Second Edition con Windows Media Player 10 Mobile, actualizable a Windows Mobile 5.0